# Métropole de Phocide
La Métropole de Phocide (en grec byzantin : Ιερά Μητρόπολις Φωκίδος) est un évêché de l'Église orthodoxe de Grèce. Elle a son siège à Amphissa en Grèce centrale, la médiévale Salona de l'occupation franque.

## Cathédrale
- C'est l'église de l'Annonciation à la Mère de Dieu à Amphissa. Cette église a été construite entre 1926 et 1931.

## Métropolites
- Theóklistos (el) (né Theodoros à Sparte en 1954) depuis 2014.
- Athénagoras (né Nicolas Zakopoulos à Amarandon de Konitsa en Épire en 1931) de 1986 à 2014.
- L'évêque Isaïe de Salona (1780-1821) est mort en combattant pour l'indépendance grecque.

## Territoire
- Doyenné d'Amphissa
- Doyenné d'Antikyra et Desphina
- Doyenné d'Ératini
- Doyenné de Kastellia en Parnasside
- Doyenné d'Eupalion et Potidania
- Doyenné de Lidorikion

## Monastères
- Monastère de saint Jean Prodrome, ancien monastère et nouveau.
- Monastère de la Mère de Dieu de Varnákova (el).

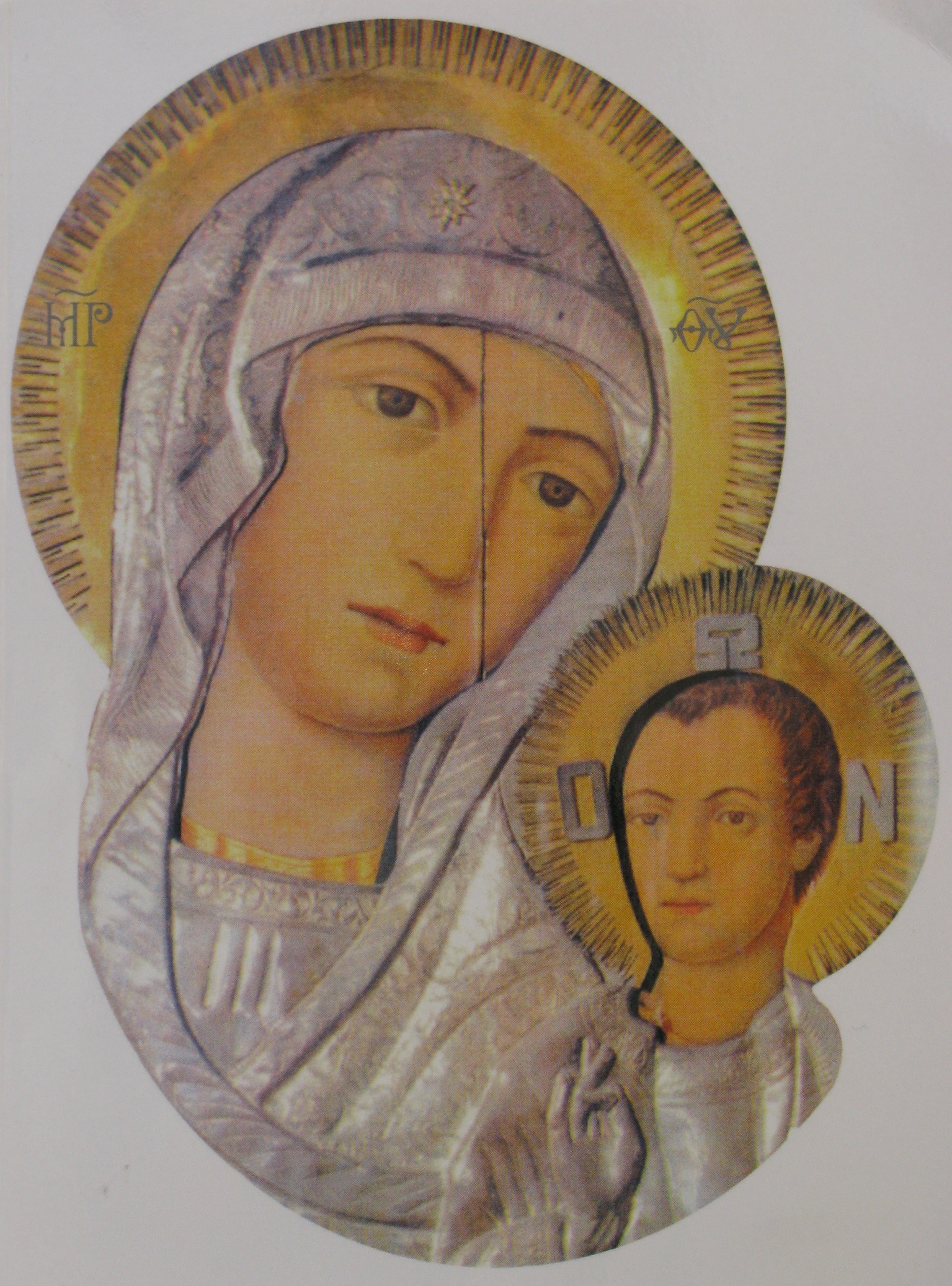
L'icône de la Mère de Dieu de Varnákova.
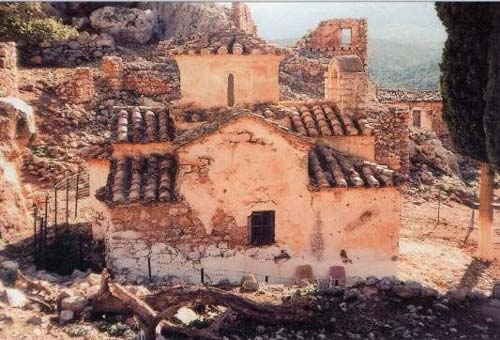
Ancien monastère Saint-Jean Baptiste (Prodrome) à Desphina.
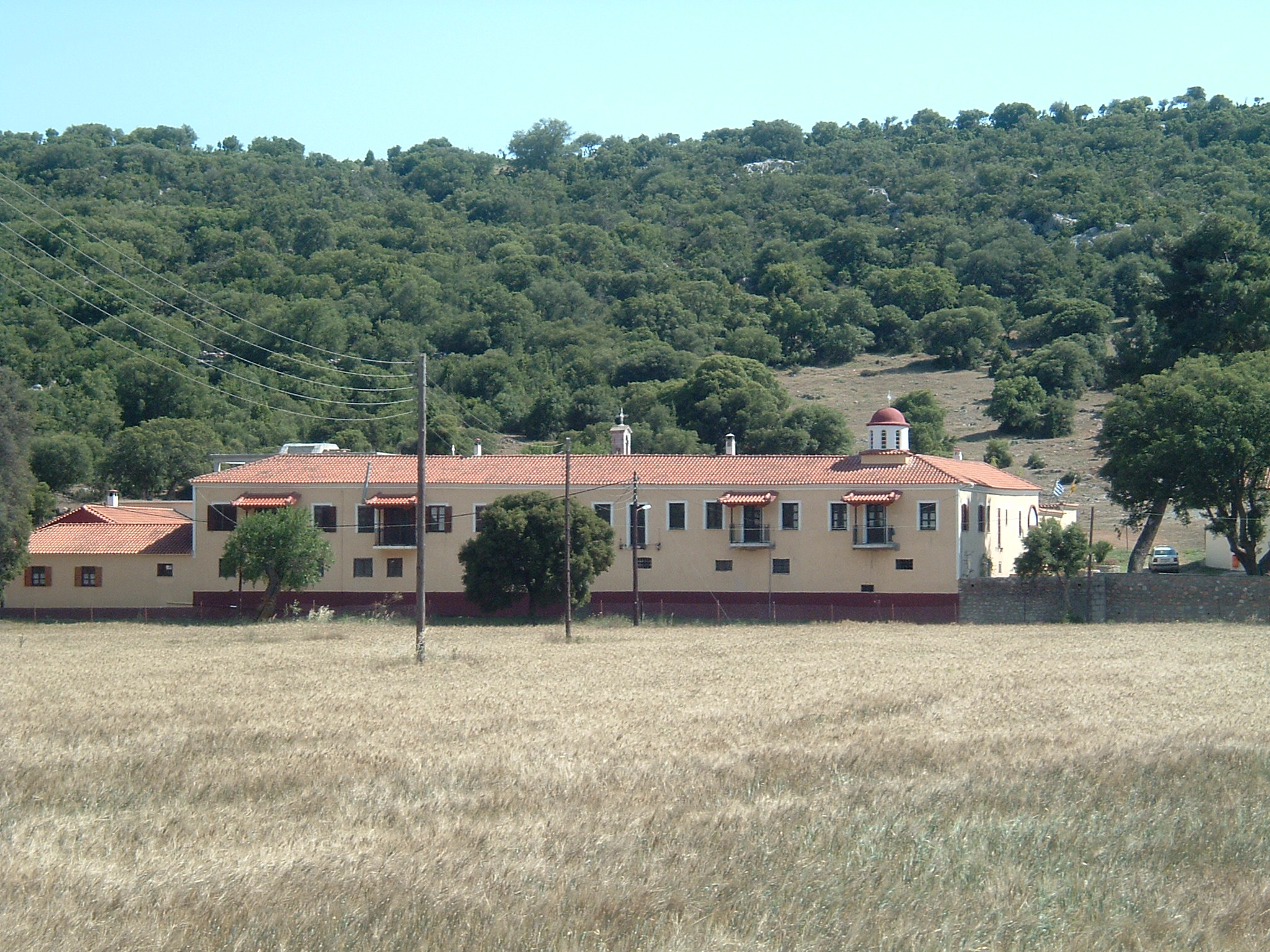
Le nouveau monastère Saint-Jean Baptiste à Desphina.
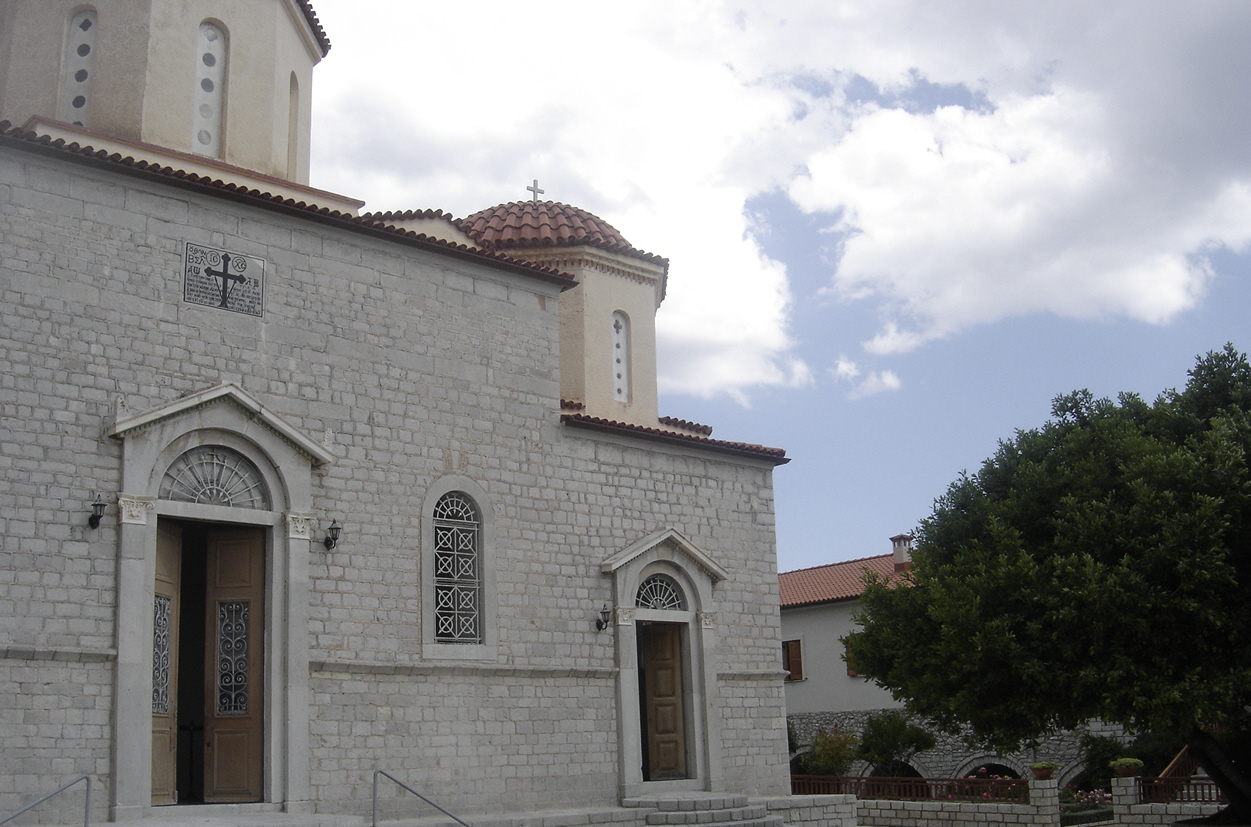
Le monastère du Prophète Élie en Phocide.

## Solennités locales
- La fête de saint Georges à Eupalion le 23 avril.

## Sources
- (el) Le site de la métropole : http://www.imfokid.gr/
- Diptyques de l'Église de Grèce, éditions Diaconie apostolique, Athènes (édition annuelle).